# Morača
Die Morača (montenegrinisch-kyrillisch Морача) ist ein Fluss im Zentrum Montenegros. Sie entspringt am Nordhang des 2226 m hohen Berges Kapa Moračka bei Ljevišta in der Gemeinde Kolašin und fließt dann 99,5 km vorwiegend nach Süden, durchquert die Hauptstadt Podgorica und mündet schließlich bei Vranjina in den Skutarisee (Skadarsko Jezero). Sie ist dessen größter Zufluss.
In ihrem Oberlauf ist die Morača ein reißender Gebirgsfluss, der zahlreiche Schluchten durchquert, darunter die bekanntere Morača-Schlucht (Morača klisura), durch welche die Hauptverkehrsströme von Podgorica nach Serbien führen. Wenige Kilometer nördlich der Morača-Schlucht liegt das Kloster Morača. Nahe der Ruinen der antiken Stadt Dioclea nördlich von Podgorica mündet die Zeta in die Morača. Diese tritt hier in die Zeta-Ebene ein. Sie ist die einzige größere Ebene Montenegros und öffnet sich nach Süden hin zum Skutarisee. Bedeutendster linker Nebenfluss ist die Cijevna, die südwestlich von Podgorica einmündet.
Da die Morača ein schmaler und meist flacher Fluss ist, ist sie nicht schiffbar.
In der Nähe des Klosters Morača im Gemeindegebiet von Kolašin ereignete sich am 23. Juni 2013 ein schweres Busunglück, bei dem 18 rumänische Touristen ums Leben kamen, als ihr Reisebus 40 Meter tief von der Ždrijelo-Brücke (Lage) in die Morača-Schlucht stürzte. Der mit 50 Personen besetzte Bus war auf dem Weg zur montenegrinischen Adriaküste, als er während eines Regensturms vermutlich wegen überhöhter Geschwindigkeit in einer Kurve von der Fahrbahn abkam.